# عمر السحیمی
عمر السحیمی (عربی: عمر السحيمي؛ زادهٔ ۱۷ ژانویهٔ ۱۹۹۳) یک ورزشکار اهل عربستان سعودی است.